# Podlesie (gmina)
Podlesie – dawna gmina wiejska istniejąca w latach 1945–1954 w woj. śląskim, katowickim i stalinogrodzkim (dzisiejsze woj. śląskie). Siedzibą władz gminy było Podlesie (obecnie dzielnica Katowic).
Gmina zbiorowa Podlesie powstała w grudniu 1945 w powiecie pszczyńskim w woj. śląskim (śląsko-dąbrowskim). Według stanu z 1 stycznia 1946 gmina składała się z 2 gromad: Podlesie i Zarzecze. 6 lipca 1950 zmieniono nazwę woj. śląskiego na katowickie, a 9 marca 1953 kolejno na woj. stalinogrodzkie.
Według stanu z 1 lipca 1952 gmina składała się z 2 gromad: Podlesie i Zarzecze. Gmina została zniesiona 29 września 1954 wraz z reformą wprowadzającą gromady w miejsce gmin.
Jednostki nie przywrócono 1 stycznia 1973 wraz z kolejną reformą reaktywującą gminy; w powiecie tyskim powstała jednak wiejska gmina Kostuchna o podobnych granicach (nie obejmująca jednak obszarów, które ustanowiło miasto Kostuchna).
Od 1975 obszar dawnej gminy wchodzi w całości w skład Katowic.